# Grimm (1.ª temporada)
A primeira temporada da série de televisão Grimm estreou em 21 de outubro de 2011 e terminou em 18 de maio de 2012 após 22 episódios. A série é baseada nos Contos de Grimm, dos Irmãos Grimm, e foi criada por David Greenwalt e Jim Kouf.

## Enredo
O enredo da primeira temporada da série se baseia na história de Nick Burkhardt, um detetive de homicídios que tem sua vida transformada ao descobrir que é descendente de uma sociedade secreta, conhecida como Grimm. Sua missão, assim como a de seus antepassados, é manter o equilíbrio entre a vida real e a mitologia. Entretanto, essa "vida dupla" oferece alguns perigos ao detetive e seus entes mais próximos, em especial sua noiva, Juliette, e seu parceiro de trabalho, Hank.
Ao longo da primeira temporada Nick vai aprendendo mais sobre o mundo sobrenatural e seus antepassados, principalmente com a ajuda de Monroe, um Blutbad renovado e seu confidente, e Rosalee, uma Fuchsbau especialista em elementos sobrenaturais. Outra tema recorrente na temporada são as mortes dos pais de Nick, há 18 anos atrás, que logo descobrimos ser obras de um grupo de Wesen procurando por um artefato místico: as moedas de Zacinto. Vemos também o mistério do Capitão Sean Renard, chefe de Nick e Hank: ele é, na verdade, membro do mundo Wesen; porém sua origem desconhecida. Nick não sabe do status do seu chefe, e, em alguns momentos, parece proteger Nick de uma sociedade secreta dentro do mundo Wesen. No episódio 12 é endereçada uma carta ao capitão onde podemos ver os dizeres "Sua Alteza", indicando que ele possa fazer parte da realeza do mundo sobrenatural.

## Elenco

### Principal
- Nick Burkhardt - David Giuntoli (22 episódios)
- Juliette Silverton - Bitsie Tulloch (22 episódios)
- Hank Griffin - Russell Hornsby (22 episódios)
- Monroe - Silas Weir Mitchell (22 episódios)
- Capitão Sean Renard - Sasha Roiz (22 episódios)
- Sargento Wu - Reggie Lee(20 episódios)

### Regular
- Rosalee Calvert - Bree Turner (8 episódios)
- Adalind Schade - Claire Coffee (8 episódios)
- Dra. Harper - Sharon Sachs (6 episódios)
- Marie Kessler - Kate Burton (2 episódios)

## Episódios
A série começou a ser exibida em 28 de outubro de 2011 pelo canal americano NBC. A primeira temporada foi concluída em 18 de maio de 2012, totalizando 22 episódios exibidos. A série é exibida pelo Universal Channel e pelo Syfy Portugal no Brasil e em Portugal, respectivamente.
| N. | Título                                                      | Diretor(es)     | Escritor(es)                                                                                   |
| --- | ----------------------------------------------------------- | --------------- | ---------------------------------------------------------------------------------------------- |
| 1 | "Pilot (Piloto)"                                            | Marc Buckland   | História: David Greenwalt & Jim Kouf and Stephen Carpenter Roteiro: David Greenwalt e Jim Kouf |
| Quando sua tia volta a cidade é atacada por uma criatura que mais parece ter saído de um conto de terror, o detetive Nick Burkhardt descobre que é descendente dos Grimm, caçadores que protegem a humanidade de criaturas mitológicas. Ele tenta cumprir essa missão, escondendo-a de sua noiva e de seu parceiro. Mas logo Nick descobre que nem todas as criaturas são más. Citação de Abertura: "O lobo pensou consigo mesmo: ó que criatura tenra. Que bom bocado gordo…" (Chapeuzinho Vermelho) |                                                             |                 |                                                                                                |
| 2 | "Bears Will Be Bears (Ursos são Ursos)"                     | Norberto Barba  | David Greenwalt e Jim Kouf                                                                     |
| Os detetives investigam o desaparecimento de um homem que invadiu uma casa no meio da floresta para passar a noite com a namorada. Os principais suspeitos são os membros da peculiar família que mora na casa. Citação de Abertura: "Ela olhou na janela e, depois, espiou pelo buraco da fechadura. Não vendo ninguém na casa, ela levantou a trava." (Cachinhos Dourados e os Três Ursos) |                                                             |                 |                                                                                                |
| 3 | "Beeware (Cuidado com as Abelhas)"                          | Darnell Martin  | Cameron Litvac] e Thania St. John                                                              |
| Logo após um grupo de pessoas participar de um flash mob no metrô, o corpo de uma advogada surge no vagão. Os detetives descobrem que a morte foi causada por uma enorme quantidade de veneno de abelha. Mas, quando Nick tem que proteger a criatura que tentou matar sua tia, as coisas começam a ficar complicadas. Citação de Abertura: "Ela vai picar-te um dia. Mas tão gentilmente que tu nem sequer irás senti-la, até caíres morto". (Die Bienenkönigin) |                                                             |                 |                                                                                                |
| 4 | "Lonelyhearts (Corações Solitários)"                        | Michael Waxman  | Alan DiFiore e Dan E. Fesman                                                                   |
| Após o desaparecimento de várias mulheres, Nick e Hank investigam um suspeito que usa feromônios para atrair suas vítimas. Enquanto isso, um perigoso desconhecido chega à cidade para vingar a morte de um amigo. Citação de Abertura: "Lá, ela fez uma pausa por um instante pensando… Mas a tentação era tão grande que ela não conseguia vencê-la." (Barba Azul) |                                                             |                 |                                                                                                |
| 5 | "Danse Macabre (Dança Macabra)"                             | David Solomon   | David Greenwalt e Jim Kouf                                                                     |
| Nick e Hank investigam a morte de um professor e as suspeitas caem sobre um aluno excluído pelos demais. Rapidamente, Nick percebe que o jovem tem algo de especial e tenta evitar que ele cause mais mortes. Citação de Abertura: "De todos os lados, das portas, janelas e sarjetas, saíram em disparada ratos de todos os tamanhos, todos após o flautista." (O Flautista de Hamelin) |                                                             |                 |                                                                                                |
| 6 | "The Three Bad Wolves (Os Três Lobos Maus)"                 | Clark Mathis    | Naren Shankar e Sarah Goldfinger                                                               |
| Nick investiga um suposto incêndio criminoso que teria relação com uma antiga rixa entre duas famílias. Nick percebe ser a ação de um Wesen, e pede a ajuda de Monroe. Mas Monroe acaba encontrando alguém de seu passado complicado. Citação de Abertura: " 'Porquinho, porquinho, deixa-me entrar', disse o lobo para o porco. 'Não, pelos pelos do meu que… que… quei… queixo', disse o porco ao lobo." (Os Três Porquinhos) |                                                             |                 |                                                                                                |
| 7 | "Let Your Hair Down (Solte suas Tranças)"                   | Holly Dale      | Sarah Goldfinger e Naren Shankar                                                               |
| Um traficante de drogas é morto na floresta enquanto ameaçava alpinistas. Quando Nick suspeita que a assassina seja uma criança que sumiu há anos, e que também é uma Blutbad, ele pede ajuda a Monroe para lembrá-la de sua natureza humana. Citação de Abertura: "A feiticeira tinha o coração tão duro que baniu a pobre menina para um deserto, onde ela teve que viver em um estado miserável e infeliz." (Rapunzel) |                                                             |                 |                                                                                                |
| 8 | "Game Ogre (Caça aos Gigantes)"                             | Terrence O'Hara | Cameron Litvack e Thania St. John                                                              |
| Um fugitivo volta a Portland para se vingar dos que o prenderam. Sua grande força e tolerância à dor fazem Nick suspeitar que seja um ser sobrenatural. Mas, ao combatê-lo, ele e Juliette correm risco de vida. Cabe a Hank arrumar as coisas do passado. Citação de Abertura: "Fe, fi, fo, fum… Sinto o cheiro do sangue humano." (João e o Pé de Feijão) |                                                             |                 |                                                                                                |
| 9 | "Of Mouse and Man (Rato e Homem)"                           | Omar Madha      | Alan DiFiore e Dan E. Fesman                                                                   |
| Após um corpo ter sido achado em uma lixeira, os detetives investigam o crime. Enquanto isso, Juliette percebe que alguém está vigiando Nick e uma mensagem nada amigável é entregue a Monroe. Citação de Abertura: "Sou impelido não a ranger os dentes como um rato grato e assustado, mas a rugir…" (Ratos e Homens) |                                                             |                 |                                                                                                |
| 10 | "Organ Grinder (Orgãos)"                                    | Clark Mathis    | Akela Cooper e Spiro Skentzos                                                                  |
| Um adolescente de rua é encontrado morto e os detetives investigam o caso. Para surpresa de Nick, Monroe revela um macabro costume dos seres sobrenaturais que pode explicar o assassinato. Citação de Abertura: "Na volta, vamos ver as migalhas de pão… e elas vão nos mostrar, novamente, o caminho de casa." (João e Maria) |                                                             |                 |                                                                                                |
| 11 | "Tarantella (Tarantella)"                                   | Peter Werner    | Alan DiFiore e Dan E. Fesman                                                                   |
| Os detetives tentam encontrar uma misteriosa mulher que seduz e mata jovens rapazes. Enquanto isso, Nick descobre que a comunidade sobrenatural já está ciente de sua existência, e, além de se proteger, ele deve tomar uma providência. O nome do episódio refere-se à dança tarantela, ligada ao tarantismo, tarentismo ou tarantulismo — manifestação de delírio convulsivo atribuída, segundo a crença popular, à substância tóxica inoculada pela tarântula (Lycosa tarentula), aranha muito comum no sul da Itália. Citação de Abertura: "Imediatamente, a sacerdotisa se transformou numa monstruosa aranha-duende e, bem rápido, o guerreiro se viu preso em sua teia." (Jorōgumo)                                        |                                                             |                 |                                                                                                |
| 12 | "Last Grimm Standing (O Último Grimm Em Pé)"                | Michael Watkins | História: Cameron Litvack & Thania St. John Roteiro: Naren Shankar & Sarah Goldfinger          |
| Um duplo homicídio leva os detetives a uma academia de boxe. Durante as investigações, Nick descobre que o lugar é usado como sede de um perigoso clube de luta de criaturas sobrenaturais e pede a ajuda de Monroe, mas, quando ele é capturado, Nick é que tem que salvá-lo. Que comece Os Jogos Lowen! Citação de Abertura: "Os animais foram soltos na arena, e entre eles, um era de enorme tamanho e de aspecto feroz. Em seguida, o escravo foi lançado ali dentro." (Androcles e o Leão) |                                                             |                 |                                                                                                |
| 13 | "Three Coins in a Fuchsbau (Três Moedas na Toca da Raposa)" | Norberto Barba  | David Greenwalt e Jim Kouf                                                                     |
| A investigação de um roubo leva à descoberta de moedas raras que parecem exercer poder sobre quem as possui, e, quando elas vão parar na delegacia, ninguém está a salvo de seu poder. Além disso, Nick conhece um amigo da tia Marie que revela detalhes sobre a morte dos pais do policial. Citação de Abertura: "Para mim não há trincos nem ferrolhos, tudo aquilo que eu quero é meu." (De meesterdief) |                                                             |                 |                                                                                                |
| 14 | "Plumed Serpent (Serpente Adornada)"                        | Steven DePaul   | Alan DiFiore e Dan E. Fesman                                                                   |
| A investigação de um duplo homicídio leva Nick ao covil de uma antiga criatura mitológica. Enquanto isso, Juliette é sequestrada e Nick é o único que pode salvá-la. Conseguirá o cavaleiro resgatar a princesa do dragão? Citação de Abertura: "Disse o dragão: 'Muitos cavaleiros deixaram suas vidas aqui. Em breve, terei um fim para ti também'. E ele exalava fogo pelas sete bocas." (Os dois Irmãos) |                                                             |                 |                                                                                                |
| 15 | "Island of Dreams (Ilha dos Sonhos)"                        | Rob Bailey      | Jim Kouf e David Greenwalt                                                                     |
| Nick e Monroe investigam o terrível assassinato do dono de uma loja, o Fuchsbau do episódio "Órgãos". Nick acredita ter encontrado um aliado no Wesen do seu bairro. O Sargento Wu envolve-se em uma confusão, sem saber, ao atrapalhar um plano criado por Adalind, utilizando uma receita de sua mãe, Catherine, para prejudicar Nick por intermédio de seus amigos. Nesse episódio somos apresentados a Rosalee, uma Fuchsbau que, por sua popularidade, foi promovida ao elenco principal da série. Citação de Abertura: "Em pouco tempo, ele ficou tão apaixonado pela filha da bruxa que não poderia pensar em mais nada. Ele vivia à luz de seus olhos e fazia, de bom grado, tudo o que ela pedia." (Os repolhos do Burro) |                                                             |                 |                                                                                                |
| 16 | "The Thing with Feathers (A Coisa com penas)"               | Darnell Martin  | Richard Hatem                                                                                  |
| Um descanso de fim de semana com Juliette dá errado quando Nick investiga uma disputa doméstica que sua noiva testemunhou em frente à cabana em que estão hospedados. Assim como Nick vai descobrindo a verdade sobre o casal, também a verdade sobre ele ser um Grimm pode ser exposta quando Juliette vai se inteirando do caso. Citação de Abertura: "Canta, meu passarinho dourado, canta! Eu pendurei minha sandália de ouro no teu pescoço." (O Rouxinol e o Imperador da China) |                                                             |                 |                                                                                                |
| 17 | "Love Sick (Amor Doentio)"                                  | David Solomon   | Catherine Butterfield                                                                          |
| O Capitão Renard encontra um velho amigo, o violento Woolseyque, que foi enviado pela família para levar a Chave dos Grimms, pois a Verrat está cansada de esperar pelos métodos do capitão. Nick e Juliette encontram Hank para um jantar, no qual Nick descobre que a misteriosa noiva de Hank é Adalind Schade, a mesma Hexenbiest que tentou matar sua tia Marie. Adalind é instruída por sua mãe, Catherine, e pelo Capitão Renard a trocar a vida de Hank pela Chave dos Grimms. Citação de Abertura: "Perdoa-me pelo mal que te fiz; minha mãe levou-me a fazê-lo, contra a minha vontade." (Os repolhos do Burro) |                                                             |                 |                                                                                                |
| 18 | "Cat and Mouse (Gato e Rato)"                               | Felix Alcala    | Jose Molina                                                                                    |
| Nick descobre que o suspeito do seu mais recente caso de assassinato é inocente e um combatente da liberdade, tentando desesperadamente escapar das garras de uma criatura que na verdade é um caçador de recompensas. Nick se dispõe a protegê-lo, pois trata-se de mais uma vítima do verdadeiro assassino. Citação de Abertura: "'Talvez ele tenha sofrido algum acidente', disse o rei, e, no dia seguinte, enviou dois outros caçadores para procurá-lo." (João de Ferro) |                                                             |                 |                                                                                                |
| 19 | "Leave It to Beavers (Deixe isto para os Castores)"         | Holly Dale      | Nevin Densham                                                                                  |
| No trailer de sua tia, mergulhado numa meditação sobre seu Grimm interior, Nick se envolve numa investigação sobre a morte de um trabalhador da construção civil. Isto o leva a um conflito de longa data, no mundo criatura. Enquanto isto, dois ceifadores (Hässlich) são despachados para matar Nick. Citação de Abertura: "'Espere!', disse o Troll, pulando na frente dele. 'Esta é a minha ponte de pedágio. Tu tens que pagar um centavo para atravessar'." (Os Três Cabritos Rudes) |                                                             |                 |                                                                                                |
| 20 | "Happily Ever Aftermath (Sempre um Final Feliz)"            | Terrence O'Hara | David Greenwalt e Jim Kouf                                                                     |
| Nick e Hank são chamados para investigar a misteriosa morte de uma rica matriarca, após sua enteada perder tudo em um esquema Ponzi. Enquanto isso, Juliette faz uma investigação sobre a misteriosa morte dos pais de Nick, num esforço para ajudá-lo a pôr fim a esta sua busca. Citação de Abertura: "E eles viveram felizes para sempre." (Cinderela) |                                                             |                 |                                                                                                |
| 21 | "Big Feet (Pés Grandes)"                                    | Omar Madha      | História: Alan DiFiore e Dan E. Fesman Roteiro: Richard Hatem                                  |
| Após Juliette deparar com um assassinato brutal, Nick descobre a criatura suspeita, um "wildermann", uma espécie de ogro, semelhante ao Pé Grande. Um amigo de Monroe está sofrendo de uma misteriosa condição — a incapacidade de retornar completamente à forma humana. Esta misteriosa condição os leva a um terapeuta que criou uma droga artificial para suprimir o lado criatura, com efeitos colaterais horríveis. Enquanto isso, a investigação toma um rumo surpreendente, quando Hank vê algo que não consegue explicar. Citação de Abertura: "Ele tirou sua pele e jogou-a no fogo, e, então, ficou com a forma humana novamente." (João Ouriço)                                                                        |                                                             |                 |                                                                                                |
| 22 | "Woman in Black (A Mulher de Preto)"                        | Norberto Barba  | David Greenwalt e Jim Kouf                                                                     |
| Enquanto Nick se aprofunda em sua vida como um Grimm, uma trilha de assassinatos grotescos reacende a busca das moedas de Zacinto. A chegada de uma misteriosa mulher de preto começa a ficar no caminho de investigação Nick e Hank, sendo que precauções extras devem ser tomadas para garantir a sua segurança. Enquanto isso, a capacidade de Nick para manter segredo para Juliette quanto à sua natureza Grimm, chega a um ponto crítico quando ela é atacada por uma antiga inimiga de Nick procurando vigança. Citação de Abertura: "Não será a morte, mas um sono de cem anos, em que a princesa deve cair." (Bela Adormecida)                                                                                            |                                                             |                 |                                                                                                |